# Love Forever (SUPERCARの曲)
「Love Forever」（ラブ・フォーエバー）は、1999年5月12日に発売されたSUPERCARの7枚目のシングル。

## 解説
- アルバム『JUMP UP』からのリカットシングル。
- 初回生産限定盤と通常盤の2形態で発売。初回盤はシークレットトラック収録。

## 収録曲

### 初回盤
1. Love Forever (4:10)
（作詞：石渡淳治　作曲：中村弘二　編曲：SUPERCAR）
アルバムバージョンとはミックス違い（アルバムでかかっていたノイズをカット）。
また、ボーカルも再録している。
2. Sleeping Bag (3:26)
（作詞：石渡淳治　作曲：田沢公大　編曲：SUPERCAR）
田沢による楽曲が収録されたのはこれが初。
3. Electric Sea (14:25)
（作詞：石渡淳治　作曲：中村弘二　編曲：SUPERCAR）
曲の終了後、しばらくの無音状態のあとにシークレットトラックが始まる。

### 通常盤
1. Love Forever (4:10)
2. Sleeping Bag (3:26)
3. Electric Sea (5:30)